# Dysderoides typhlos
Dysderoides typhlos is een spinnensoort in de taxonomische indeling van de Dwergcelspinnen (Oonopidae).
Het dier behoort tot het geslacht Dysderoides. De wetenschappelijke naam van de soort werd voor het eerst geldig gepubliceerd in 1946 door Fage.